# Toda una dama
Toda Una Dama é uma bem sucedida telenovela venezuelana produzida e transmitida na RCTV Internacional, em 2007. A novela é um remake de Señora, uma história original escrita pelo famoso autor de telenovelas José Ignacio Cabrujas e transmitida pela mesma rede entre 1988 e 1989. 
Esta nova versão foi adaptada por Iris Dubs e estrelou Christina Dieckmann e Ricardo Álamo como os principais protagonistas com Nohely Arteaga como a antagonista principal. Foi a primeira novela realizada pela RCTV após seu lançamento em sinal aberto em 2007.

## Enredo
Valeria Aguirre é uma jovem moça, perturbada que foi criado como uma órfã. A fim de satisfazer as suas necessidades financeiras, ela recorre a roubar, e ela acaba em problemas com a lei, onde é condenada a sete anos de prisão. Injustamente perde sete anos de sua vida por culpa de Miguel Reyes o fiscal que levou ao tribunal o seu caso . Ao ouvir sobre o incidente, Miguel percebe a injustiça que cometeu contra Valéria, e se sente culpado. Ele visita a no hospital onde ele finge ser um médico. Com o tempo, Valeria e Miguel desenvolvem sentimentos um pelo outro, apesar de Valeria não estar ciente de que o homem que ela se apaixonou  é aquele que arruinou sua vida. No entanto, Miguel deixa-a, sabendo que Valéria nunca vai perdoá-la.
Depois de deixar o hospital, Valeria reúne Engracia e Encarnación, duas irmãs que cuidaram dela como uma criança e estão conscientes de suas verdadeiras origens. Sua nova felicidade encontrada  será de curta duração, porque em breve ela encontrara Imperio Laya, uma mulher terrível e cruel que é a sua mãe biológica . Ao longo dos anos, Imperio trabalhou muito para ser uma mulher poderosa, aos olhos da sociedade através da ajuda de Vicente, seu marido, que colocou toda a sua riqueza à sua disposição. Um infeliz acidente envolvendo Lorena, a esposa de Miguel, trará Valeria cara a cara com Imperio. Ela vai entrar no mundo perfeitamente organizado de Imperio e começam a perturbá-la, para grande fúria do Imperio. A única pessoa que Valeria confia é Ignacio, amante de Imperio que vai se apaixonar por Valeria. Dominado pela jelousy, Imperio fará tudo em seu poder para destruir o amor entre Valeria e Miguel. Mal ela sabia que Valéria é a filha que ela pensou que morreu anos atrás.

## Elenco
- Christina Dieckmann ... Valeria Aguirre
- Ricardo Álamo ... Miguel Reyes
- Roberto Messutti ... Ignacio Caballero
- Nohely Arteaga ... Imperio Laya
- Alfonso Medina ... Lennin Márquez
- Ámbar Díaz ... Deyanira Blanco "La Cachorra"
- Nacarid Escalona ... Carmen Barrios "La Leona"
- Luis Gerardo Núñez ... Vicente Trujillo
- Guillermo Dávila ... Juan José Reyes "JJ"
- Mirela Mendoza ... Lorena Rincón de Reyes
- Abril Schreiber ... Alejandra Trujillo Laya
- Carlos Felipe Álvarez ... Juan Moreira
- María Gabriela de Faría ... Helena Trujillo Laya
- Reinaldo Zavarce ... Guillermo Galvan
- Samuel González ... Padre Emilio Amado
- Sandra Martínez ... Marilyn Pérez "La Marilyn" / Gabriela "Gaby" de Galván
- Laura Chimaras ... Ashley Rincón
- Miguel Augusto Rodríguez ... Lucas Gallardo
- Ana Castell ... Encarnación Romero
- Virginia Urdaneta ... Eleonora Laya
- Esperanza Magaz ... Engracia Romero
- Yollety Cabrera ... Witney
- Emerson Rondon ... Enrique Galván
- José Mantilla ... Eloy Castro
- Araceli Prieto ... Adoración
- Abel LASCURAIN ... Pedro
- María Antonieta Ardila ... Miranda de Rincón
- Alicia Hernández ... Diosmary
- Lolimar Sánchez ... Coromoto Diaz
- Omaira Avinade ... Berenice
- RELU Cardozo ... La Cumbamba
- Carlos Herrera ... Delgadito
- José Quijada ... Calixto Rincón
- Gabriel Mantilla ... Daniel Reyes Rincón
- Marcos Campos ... Maximo Galván
- Anastasia Stoliarova ... Nathaly Caballero Aguirre

## Prêmios
Em 2007, El Universo del Espectáculo premiou as melhores criações televisivas e por voto popular via internet, atribuiu a "Toda una Dama" os seguintes prêmios, apesar de a referida novela ter sido transmitida pela RCTV em sinal pago, o público venezuelano decidiu:
- Melhor Diretor de Telenovela: Olegario Barrera
- Melhor Atriz de Longa-Metragem: Nacarid Escalona
- Estrela infantil do ano: Gabriel Mantilla

Nos demais casos, os artistas desta novela estiveram nos seguintes locais:
- 2º Lugar de Melhor Atriz Principal Adulta: Nohely Arteaga
- 2º Lugar de Melhor Ator Principal Adulto: Ricardo Álamo
- 2º Lugar como Atriz Revelação: Laura Chimaras
- 3º Lugar de Melhor Performance Especial: Esperanza Magaz
- 3º Lugar de Melhor Produção Executiva: Carmen Cecilia Urbaneja
- 5º Lugar como Primeira Atriz do Ano: Ana Castell
- 5º Lugar Escritor do Ano: Iris Dubs
- 5º Lugar de Melhor Telenovela apesar de ser uma novela em sinal pago e não em sinal aberto
- 6º Lugar como Primeiro Ator do Ano: Luis Gerardo Núñez

## Versões
- Todo Una Dama é uma adaptação da novela Señora, exibida pela RCTV entre 1988 e 1989, produzida por María Auxiliadora Barrios e estrelada por Caridad Canelón, Maricarmen Regueiro, Carlos Mata e Flavio Caballero.

- A produtora mexicana TV Azteca fez três versões desta novela. A primeira foi com o título original "Señora" em 1998, produzida por Alejandra Hernández e Humberto Zurita e estrelada por Julieta Egurrola, Aylín Mújica e Fernando Ciangherotti; a segunda foi "Un Nuevo Amor" em 2003, que foi modificada devido à baixa audiência, produzida por Elisa Salinas e estrelada por Karen Sentíes, Sergio Basáñez e Cecilia Ponce, e a terceira versão foi "Destino" em 2013, produzida por María del Carmen Marcos, estrelada antagonicamente por Margarita Gralia, com os papéis principais de Mauricio Islas e Paola Núñez, foi um fracasso nas avaliações.